# صندل (سرده)
صندل (به انگلیسی: Santalum) سرده‌ای از صندلیان با حدود ده گونه است. گونه‌های این سرده در سرتاسر جنوب شرقی آسیا و جزایر اقیانوس آرام پراکنده‌است.